# Chrysocraspeda mitigata
Chrysocraspeda mitigata là một loài bướm đêm trong họ Geometridae.